# Bailando
"Bailando"는 스페인의 가수 엔리케 이글레시아스의 노래로, 2014년 발매된 열번째 정규 음반 Sex and Love의 수록곡이다. 오리지널 스페인어 버전에는 쿠바의 가수 데스세메르 부에노와 쿠바의 음악 그룹 겐테 데 소나가 피처링하였으며, 영어 버전에는 숀 폴이 피처링하였다.

## 같이 보기
- 유튜브 최다 조회수 영상 목록